# Gabriela Montero
Gabriela Montero (Caracas, Venezuela; 10 de mayo de 1970) es una pianista y compositora venezolana de reconocimiento internacional. Destaca por sus improvisaciones sobre melodías, desde populares hasta clásicas.

## Carrera
Montero ejecutó su primera interpretación en público a los tres años. A los ocho años realizó su primer concierto debut con la Orquesta Sinfónica Simón Bolívar, dirigida por José Antonio Abreu. Además de su extensa reputación como recuperadora del arte de la improvisación, que se perdió en la música artística a lo largo del siglo XIX, es considerada una gran pianista dentro del repertorio clásico, romántico y de principios del siglo XX. También colabora frecuentemente con la pianista argentina Martha Argerich y el celista francés Gautier Capuçon. 
Su agenda de conciertos la lleva a las mejores salas y se presenta como solista con las grandes orquestas del mundo. Sus discos con el sello EMI han ganado galardones como el Echo Preis en Alemania y fue nominada a un Grammy americano por su disco Baroque.
El 20 de enero de 2009 participó en la inauguración presidencial de Barack Obama, interpretando junto al violinista Itzhak Perlman, el violonchelista Yo-Yo Ma y el clarinetista Anthony McGill la obra Air and Simple Gifts, una composición del músico John Williams.
El 16 de marzo de 2014 Montero y el director de orquesta Carlos Izcaray organizaron un concierto de piano y orquesta en la Iglesia de Emaús de Berlín en protesta por el colapso de la democracia en Venezuela.
En 2015 la pianista venezolana obtuvo el Grammy Latino al Mejor álbum de música clásica por "Rachmaninov: Piano Concerto - Montero: Ex Patria".

## Composiciones
- Ex Patria. Poema sinfónico para piano y orquesta compuesto en 2011.
- Concierto para piano n.º 1 (concierto latino). Estrenado en Lepzig en 2016.

## Discografía
- Gabriela Montero  Rachmaninov, Piano Concerto No.2 in C minor, Op. 18 • Montero, Ex Patria*  (2015)
- Gabriela Montero  SOLATINO (2010)
- Gautier Capuçon y Gabriela Montero: Rhapsody - Rachmaninov, Prokofiev Cello Sonatas (Virgin Classics, 2008)
- Gabriela Montero: Baroque (EMI Classics, 2007)
- Gabriela Montero: Bach and Beyond (EMI Classics, 2006)
- Gabriela Montero: Piano Recital (EMI Classics, 2005)